# فل ميتيل بينيك؟ فوموفو
فل ميتال بانيك؟ فوموفو (باليابانية: フルメタル・パニック? ふもっふ، بالروماجي:  Furumetaru Panikku? Fumoffu) (بالإنجليزية: Full Metal Panic? Fumoffu)‏ مسلسل أنمي ياباني تلفزيوني من إنتاج استوديو كيوتو أنيميشن عرض في 25 أغسطس عام 2003 وانتهى عرضه في 18 نوفمبر عام 2003 وتكون من 12 حلقة.

## القصة
تدور احداث القصة بعد مرور شهرين على نهاية الموسم الأول (الميثرل) يساورها الشك وينتابها الخوف عندما يعلم بأن منظمة سرية تعرف باسم (أمالغم) تمتلك تقنية مضادة لنمط نظام التغطية الإلكتروني، وأيضاً تمتلك التقنية السوداء والتي حصلت عليها من أحد حامليها، وكجميع المنظمات التجسسية يرغبون في الحصول على المزيد خصوصاً وأن (المثيرل) أنهت مهمة (ساجرا سوسكي) في حماية (تشيدوري) فكان هذا حافزاً لهم ولغيرهم.

## وسائط

### أنمي
أول قرص DVD للمسلسل صدر في باليابانية
27 نوفمبر 2003. تكون الإصدار الأولي من 4 أقراص وكان مختلفًا اختلافًا طفيفًا في الإقليم 2 (أوروبا واليابان) والمنطقة 1 (أمريكا الشمالية). منذ ذلك الحين، تم إعادة تجميع أقراص الفيديو الرقمية عدة مرات، وهناك عدد من الإصدارات اللاحقة موجودة حتى الآن. بالإضافة إلى ذلك، تم إصدار السلسلة على بلو راي في عام 2008 في اليابان. ومع ذلك، فإنه لم يعرض ترجمات باللغة الإنجليزية، وبعد تمكين الصوت باللغة الإنجليزية، تم إجبار الترجمة اليابانية على الشاشة. تم شراء حقوق التوزيع الأمريكية للسلسلة من قبل فنميشن في أواخر عام 2009. تم إعادة إصدار مجموعات أقراص DVD و Blu-ray في 5 أكتوبر 2010.

### الموسيقى التصويرية
الموسيقى الخاصة بالأنمي من تأليف توشيهيكو ساهاشي، بينما أغنية البداية والنهاية من غناء المثلة ميكوني شيموكاوا.
تم إطلاق مقطع صوتي كامل، والذي يحتوي على إصدارات كاملة من كلتا الأغانيتين، بواسطة Pony Canyon Records على قرص مضغوط واحد في عام 2003.
| أغنية   | العنوان باليابانية | العنوان بالأنجليزية   | المغني          |
| ------- | ------------------ | --------------------- | --------------- |
| البداية | Sore ga, Ai deshō? | Isn't That Love?      | ميكوني شيموكاوا |
| النهاية | Kimi ni fuku kaze  | The Wind Blows to You | ميكوني شيموكاوا |

## وصلات خارجية
- موقع تلفزيون فوجي الرسمي(باليابانية)
- فل ميتال بانيك؟ فوموفو على موقع IMDb (الإنجليزية)
- فل ميتال بانيك؟ فوموفو على موقع كينوبويسك (الروسية)
- فل ميتال بانيك؟ فوموفو على موقع ANN anime (الإنجليزية)